# TEI Terminal Processor
TEI Terminal Processor (Terminal Processor) је професионални рачунар фирме TEI који је почео да се производи у САД током 1977. године.
Користио је Intel 8080A микропроцесорску јединицу а RAM меморија рачунара је имала капацитет од 32 KB. 
Као оперативни систем кориштен је CP/M.

## Детаљни подаци
Детаљнији подаци о рачунару Terminal Processor су дати у табели испод.
|                       |                                                                                       |
| [ 1 ]                 |                                                                                       |
| Произвођач            |                                                                                       |
| Тип                   | професионални рачунар                                                                 |
| Меморија              | 32 KB                                                                                 |
| Поријекло             | Сједињене Америчке Државе                                                             |
| Година                | 1977                                                                                  |
| Тастатура             | Пуни помак тастера, одвојива тастатура са функцијским тастерима и нумеричка тастатура |
| Процесор              |                                                                                       |
| Фреквенција процесора |                                                                                       |
| RAM                   | 32 KB                                                                                 |
| ROM                   | 2 KB                                                                                  |
| Текст                 | 80 знакова x 24 линије                                                                |
| Графика               | Нема                                                                                  |
| Боја                  | једна боја                                                                            |
| Звук                  | Нема                                                                                  |
| Димензије             | непознато                                                                             |
| Портови               |                                                                                       |
| Оперативни систем     |                                                                                       |